# Pholcus bicornutus
Pholcus bicornutus là một loài nhện trong họ Pholcidae. Loài này được phát hiện ở Filipijnen.